# Capital natural
O capital natural é uma metáfora para os recursos naturais, como água, terra e os minerais, quando vistos como meios de produção. Podem ser renováveis ou não.